# Robert Walker Tayler senior

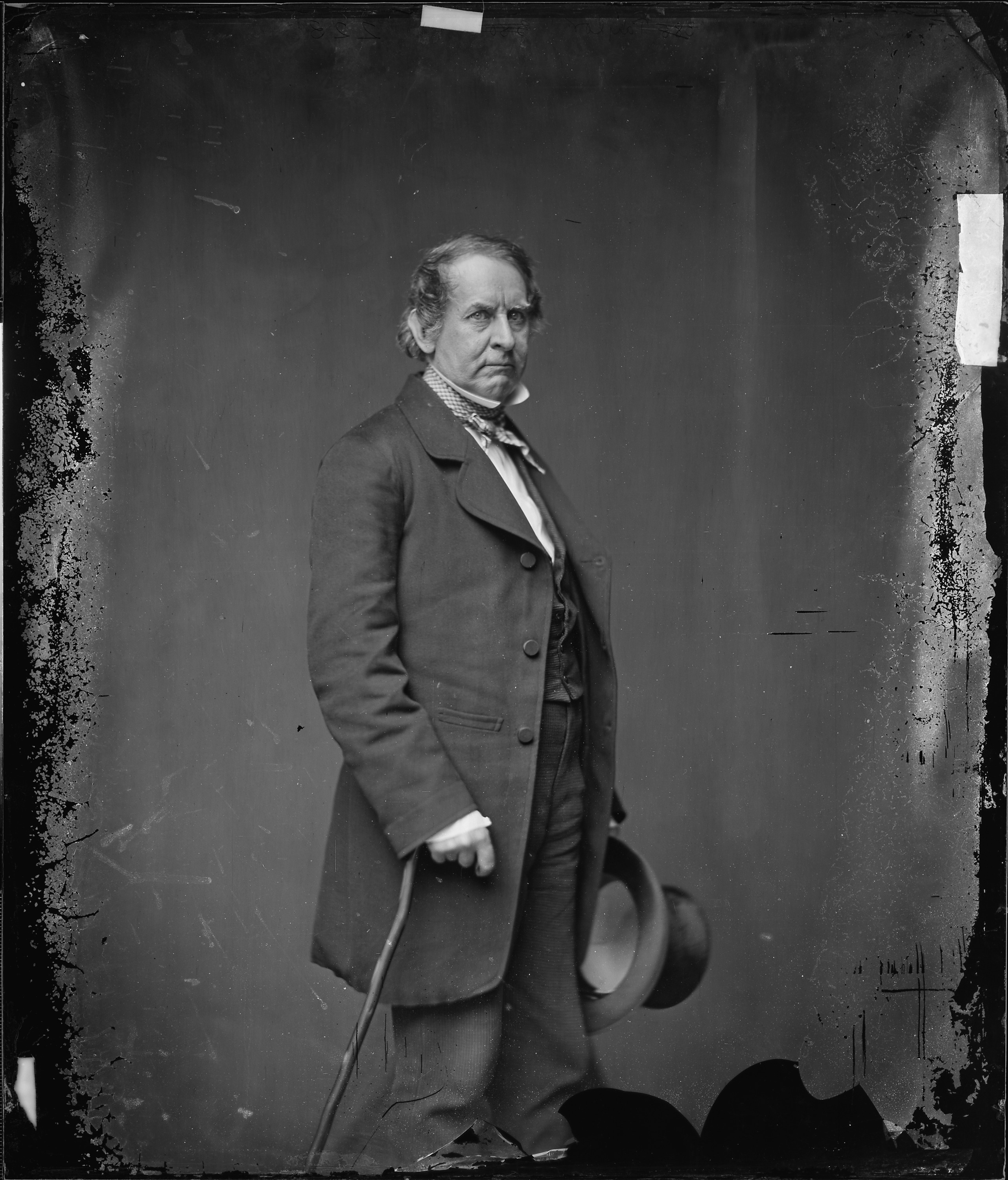
Robert Walker Tayler senior

Robert Walker Tayler senior (* 9. November 1812 in Harrisburg, Pennsylvania; † 25. Februar 1878 in Washington, D.C.) war ein US-amerikanischer Jurist und Politiker (Republikanische Partei). Er saß in der Ohio General Assembly und war von 1860 bis 1863 Auditor of State von Ohio.

## Werdegang
Robert Walker Tayler senior wurde während des Britisch-Amerikanischen Krieges im Dauphin County geboren. Die Familie zog noch in seiner Kindheit nach Youngstown (Ohio). Über seine Jugendjahre ist nichts bekannt. Er studierte Jura und begann nach dem Erhalt seiner Zulassung als Anwalt im Trumbull County zu praktizieren. 1839 wurde er zum Staatsanwalt (Prosecuting Attorney) im Trumbull County gewählt – ein Posten, welchen er vier Jahre lang bekleidete. Seine Amtszeit war von der Wirtschaftskrise von 1837 überschattet. Nach dem Ende seiner Amtszeit zog er zurück nach Youngstown. 1851 wurde er zum Bürgermeister von Youngstown gewählt.
Tayler wurde 1855 und 1857 für den 23. Bezirk in den Senat von Ohio gewählt und saß dort von 1856 bis 1859. Im November 1859 besiegte er den Demokraten Godwin Volney Dorsey bei der Wahl zum Auditor of State. Er nahm seinen Posten am 9. Januar 1860 ein. Seine Amtszeit war vom Bürgerkrieg überschattet. Präsident Abraham Lincoln ernannte ihn 1863 zum First Comptroller der United States Treasury. Daraufhin trat er im April 1863 von seinem Posten als Auditor of State zurück. Er hielt den Posten als Comptroller 15 Jahre lang und wurde als watch-dog of the Treasury bekannt. 

## Familie
Tayler war zweimal verheiratet. Seine erste Ehefrau war Louisa Woodbridge. Das Paar bekam sieben Kinder einschließlich Robert Walker Tayler, einem Bundesrichter und Kongressabgeordneten. Nach dem Tod seiner ersten Ehefrau heiratete er Rachel Kirtland Wick, Tochter von Caleb Wick. Das Paar bekam auch sieben Kinder einschließlich Wick Tayler, welcher im Repräsentantenhaus von Ohio saß.